# دير البلص
دير البلص موقع أثري في صعيد مصر. كان موقع القصر الملكي ومركز الإدارة الذي كان يشغله حكام الأسرة السابعة عشرة في أواخر الفترة الانتقالية الثانية لمصر القديمة.

## موقعك
كانت دير البلص «تتمتع بموقع استراتيجي عند منعطف النيل» على ضفتها الغربية،  على بعد عشرين كيلومترًا تقريبًا جنوب دندرة  وشمال طيبة (الأقصر حاليًا).

## التاريخ
كان المجمع «قصر مدينة ملكي قصير العمر بناه ملوك طيبة كقاعدة عسكرية للحملات الإمبراطورية ضد الهكسوس، وهم مجموعة من الحكام الأجانب الذين سيطروا على شمال مصر (الوجه البحري) خلال فترة ضعف قومي في نهاية المملكة الوسطى». أي من هؤلاء الملوك بناه ولم تعرف سلالة بعد
«تم العثور على مجموعة من القطع الفخارية المنقوشة أو الشقراء في دير البلص. وتؤكد هذه التقارير أن قوات الهجوم على عاصمة الهكسوس تم تنظيمها هنا، وتصف الكميات الكبيرة من البضائع والأفراد الذين تم إحضارهم إلى الموقع، بما في ذلك الماشية والرجال وربما الأسلحة وقائمة السفن واطقمها. تذكر لوحة كاموز.... تجميع أسطول طيبة في مكان يسمى بير جد كين، والذي قد يكون الاسم الأصلي لدير البلص؛ نص آخر يشير إلى مكان إقامة ملكي في سدجفتاوي كان ملكاً لأحمس، ملك طيبة الذي يُنسب إليه طرد الهكسوس.» 
«مع نجاح عائلة طيبة، لم يعد قصر المدينة في دير البلص ضروريًا، وسرعان ما تم التخلي عنه». ومع ذلك، استمر استخدام المنطقة المحيطة لفترة قصيرة كمقبرة، حيث تم اكتشاف مقابر «تعود إلى أواخر الفترة الانتقالية الثانية وأوائل الأسرة الثامنة عشر، خلال النصف الثاني من القرن السادس عشر قبل الميلاد».

## الهياكل
تألفت دير البلص من عدة منشآت - القصر الشمالي، والقصر الجنوبي، و «تجمعات سكنية... تقع شمال وجنوب القصر المركزي [الشمالي]»  وقد تضمنت قرية العامل،  حي إداري «وعدد من المنازل الخاصة، والتي تراوحت في الحجم من الأكواخ الصغيرة المكونة من غرفتين إلى» الفيلات «الكبيرة» قدم بيتر لاكوفارا معلومات مطولة عن هذه في عدد سبتمبر 2017 من علم اثار العالم الحالي:
«تم بناء المقر الملكي - القصر الشمالي - في منتصف دائرة كبيرة من المنحدرات الجيرية المتاخمة للصحراء المنخفضة، مع مجموعات من المباني السكنية إلى الشمال والجنوب. . . الحجم الكامل للمستوطنة غير معروف، حيث لا يزال الطرف الشرقي للموقع، والذي يمتد إلى الأراضي الزراعية، مكشوفًا. ومع ذلك، تم تسجيل ما لا يقل عن 45000 متر مربع من القصر الشمالي ومرفقاته. . . القصر نفسه مبني من الطوب الطيني الكبير بشكل غير عادي، حوالي 54 سم × 27 سم × 18 سم، ويتكون من سلسلة من الفناءات ذات الأعمدة وقاعة مدخل طويلة، مجمعة حول منصة مركزية مرتفعة. شيدت هذه المنصة على أساسات كاسمات: حجرات طويلة من الطوب اللبن مملوءة بالركام ومغطاة برصيف من الطوب. بعض هذه الكاسمات تعيش على ارتفاع حوالي 5 أمتار. لقد دعموا ذات مرة الشقق الخاصة المرتفعة في القصر، الأمر الذي كان سيعطيه مظهر برج» مجدول«المحصن.»  يلاحظ لاكوفارا في مكان آخر أن "القصر كان مزينًا بلوحات جدارية لرجال مسلحين يحملون فؤوس قتال،  وبلاط قيشاني، استعادت بعثة هيرست أجزاء منها". وفقًا للمؤلفة مارغريت بونسون، «كانت القصور (بيرو أو بير آآ) (من الفترة الانتقالية الثانية) تحتوي دائمًا على بوابتين، وقاعتين رئيسيتين، وقسمين إداريين لتعكس المناطق العليا والسفلى من الأمة. تم استخدام سارية العلم عند البوابات، حيث تم وضعها قبل المعابد. تشير بقايا قصر الأسرة السابعة عشرة (1640-1550 قبل الميلاد) في دير البلص، على الشاطئ الغربي شمال طيبة، إلى محيط فخم إلى حد ما وديكورات مبتكرة، على غرار المخطط» المزدوج«. في بعض الحالات، صُممت الجدران والأرضيات لتصوير برك من الأسماك ومساحات شاسعة من الشجيرات المزهرة.» 
أما قرية العمال فكانت منفصلة عن منطقة السكن الرئيسية. «تم قطع سلسلة من الهياكل المبنية من الحجر والطوب اللبن، والتي تتكون من فناء واحد أو أكثر متصلة بواسطة سلالم قصيرة، في جانب التل. إنها تشبه إلى حد بعيد تصميم الكنائس الصغيرة الموجودة في قرية العمال في العمارنة».
وأخيراً، «اتسم الامتداد الجنوبي للمستوطنة في دير البلص بمنصة كبيرة مستطيلة من الطوب اللبن. ريزنر [رئيس بعثة هيرست في 1900-1901] أطلق على هذا اسم» القصر الجنوبي«، لكن من الواضح أنه غير سكني بطبيعته. تقع على قمة التل، بعيدًا عن بقية المستوطنة، وتتمتع بإطلالات رائعة على نهر النيل والريف المحيط. يحتوي المبنى على شرفة واسعة، أمام منصة مرتفعة يبلغ عرضها حوالي 40 مترًا وطولها 150 مترًا، مع مجموعة واسعة من السلالم المؤدية إلى القمة. على الرغم من أن الجزء العلوي من المنصة، الذي تم تدميره بالكامل بسبب قرون من النهب، ربما كان يدعم هياكل القصب أو الخيام بدلاً من بناء كبير. يشير تصميم وموقع» القصر الجنوبي«إلى أنه بدلاً من قصر، كان برج مراقبة يراقب النهر والنهج الجنوبي للمستوطنة ويراقب حركة المرور التي تدخل المستوطنة. كما كانت أيضًا موقعًا مثاليًا يمكن من خلاله مشاهدة حركة أسطول طيبة».

## حفريات

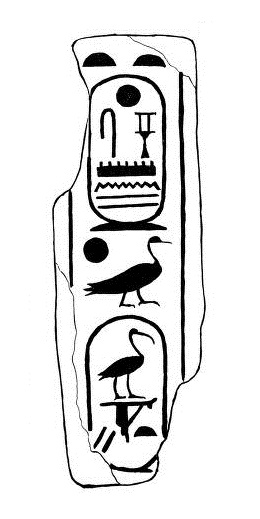
قرميد مع خراطيش للفرعون جهوتي ، اكتشف في دير البلص

تم التنقيب في دير البلص من عام 1900 إلى عام 1901 من قبل فريق من جامعة كاليفورنيا برعاية فيبي إيه هيرست بقيادة جورج أندرو ريزنر  «كشفت هذه الحفريات عن قصر ملكي كبير ومستوطنة وسلسلة للمقابر التي تعود إلى أواخر الفترة الانتقالية الثانية وأوائل الأسرة الثامنة عشرة؛» ومع ذلك، لم تثبت سجلات الرحلات الاستكشافية أنها كافية لفهم ولم يتم تجميعها للنشر. (ومع ذلك، تلقى صندوق التراث المصري القديم والآثار منحة لإنجاز ذلك في 2010 من برنامج شيلبي وايت وليون ليفي للمنشورات الأثرية. اعتبارًا من عام 2017، تم توثيق جميع العناصر من بعثة Hearst باستثناء المجموعة المخزنة في Phoebe A. Hearst Museum of Anthropology ، جامعة كاليفورنيا؛ بمجرد الانتهاء من هذا العمل، سيتم إنشاء مسودة مخطوطة وإرسالها للتحرير النهائي والنشر.)
"من أجل توضيح سجلات البعثة وإتاحة نشر الموقع، أجرى بيتر لاكوفارا أربعة مواسم للمسح والتطهير في الأعوام 980 و 1983 و 1984 و 1986 تحت رعاية مركز البحوث الأمريكي ومتحف الفنون الجميلة. ، بوسطن ". النتائج التي توصلوا إليها "كشفت عن موقع أكبر بكثير مما أشارت إليه سجلات بعثة هيرست، بما في ذلك مجمعات القصور، ومجموعة من المنازل الكبيرة، وبقايا مستوطنة قديمة غير مسجلة من قبل". "بالإضافة إلى العدد الكبير من المنازل والمباني المنزلية الأخرى، يبدو أن هناك مجموعة من المصليات التذكارية مماثلة لتلك التي تم التنقيب عنها مؤخرًا من قبل جمعية استكشاف مصر في تل العمارنة، وربما حيًا إداريًا مطابقًا أيضًا لتل. العمارنة. وفي ختام مواسم المسح تم نشر تقرير أولي برعاية مركز البحوث الأمريكية في مصر
بعض العناصر المهمة المكتشفة في هذه المنطقة تشمل طوبة منقوشة باسم الفرعون جيهوتي من الفترة الانتقالية الثانية  وبردية هيرست، وهي نص طبي من عصر الدولة الوسطى اكتشف في المنطقة من قبل فلاح مصري حول منعطف القرن العشرين.
وفقًا لبيتر لاكوفارا، «في السنوات الأخيرة، أدى نمو القرية الحديثة وإنشاء عدد من الطرق على طول حافة الصحراء إلى جانب النهب الذي حدث أثناء الثورة في عام 2011 إلى تدمير جزء كبير من الموقع.».
لمدة أسبوعين في (يناير) 2017، قاد لاكوفارا رحلة استكشافية «تتألف من مسح المزواة والتصوير والتخطيط لتقييم حالة الموقع ومحيط منطقة الآثار والطرق الممكنة لحماية الموقع والحفاظ عليه». عاد الفريق في (يناير) 2018 سعياً منه إلى إصلاح جدار في القصر الجنوبي، وملء الأكواخ في القصر الشمالي، وتطهير مواقع القمامة، ووضع لافتات وسياج حول مواقع الحفر لردع المزيد من الأضرار.

## روابط خارجية
- "* Ägypten-Reiseforum * Isis & Osiris * Aegyptenreiseforum * Ägypten Urlaub * Aegypten Reise * Ägyptenforum *". Isis-und-osiris.de. مؤرشف من الأصل في 2020-11-16. اطلع عليه بتاريخ 2018-09-13.
- "LC Linked Data Service: Authorities and Vocabularies (Library of Congress)". Id.loc.gov. مؤرشف من الأصل في 2020-11-16. اطلع عليه بتاريخ 2018-09-13.
- ريتشارد باركر، مجلة مركز الأبحاث الأمريكي في مصر، المجلد. 2، (1963)، ص. 113-116. الناشر: مركز البحوث الأمريكي في مصر. جايستور 40000975
- بيتر لاكوفارا، مدينة المملكة الملكية الجديدة، روتليدج 2013. 256 صفحة.(ردمك 978-1-136-16817-8)رقم ISBN 978-1-136-16817-8 .